# Nautilus (program)
Nautilus – domyślny menedżer plików środowiska GNOME. Jego głównym zadaniem jest ułatwienie zarządzania plikami, ale może także służyć do ich przeglądania oraz jako prosta przeglądarka internetowa. Program ten zastąpił GMC od wydania 1.4 środowiska GNOME.

## Historia
Pierwsza wersja (1.0) Nautilusa dołączona do GNOME 1.4 miała wyraźne problemy z wydajnością. Wersja 2.0 była portem 1.4 dla biblioteki GTK+ 2.0. Dopiero wersja 2.2 była pierwszym dopracowanym wydaniem programu, zgodnym z zasadami projektowania interfejsu użytkownika GNOME. W wersji 2.4 katalog pulpitu został przeniesiony do ~/Desktop (gdzie ~ to katalog domowy użytkownika), by być w zgodzie ze standardami freedesktop.org.